# الأردن في الألعاب الآسيوية الشتوية 2007
شارك الأردن في دورة الألعاب الآسيوية الشتوية لعام 2007 التي أقيمت في تشانغتشون، الصين من 28 يناير 2007 إلى 4 فبراير 2007 .